# ちびキャラ

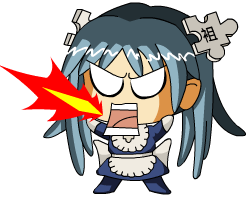
ちびキャラの例（ウィキペたん、→通常の4頭身絵）

ちびキャラ (chibi style) とは、デフォルメ技術のなかでも「スーパーデフォルメ（スーパーディフォルメ）」（略称：SD）と呼ばれる手法で作られた頭身の低いキャラクターである。佐藤元の著書『チビキャラの描き方 人物編』では、誇張表現によって、2 - 4頭身まで縮めたキャラクターと定義している。
ちびキャラの作成は「デフォルメの過程である外輪をおさえる」「特徴を、誇張・省略する」などが必要となり、特徴を記号的表現で表すこととなる。そのため、ちびキャラの利用は漫画やアニメだけでなくCM・手紙などへのマスコットとして、応用を利かせて扱われる（#バンダイによるマーケット展開も参照のこと）。

## 歴史
一般的には、スーパーデフォルメは、バンダイのSD（スーパーディフォルメ）シリーズから始まったと考えられることが多い。日経ビジネスなどでは、そう紹介されている。SD戦士シリーズなどのバンダイの営業活動や商品は、版権という概念を超えた活動である点でも知名度・認識度が高いと言える。
一方、佐藤元はちびキャラの歴史について、まずデフォルメそのものが世間に浸透したのは、雑誌『月刊OUT』において、アニメ『宇宙戦艦ヤマト』のパロディが多く排出されたことにあるとして、日本初のデフォルメキャラ商品化（すでに存在するキャラクターをちびキャラ化したもの）は、そのパロディブームが収束した後に佐藤自身が関わったアニメのデフォルメキャラであり、SDシリーズよりも数年前に市場へ登場した『Qロボシリーズ』である。と語っている。
太平洋戦争以前にも、デフォルメキャラは描かれている。例えば、大阪天満橋北詰にあった弘英舎印刷所の広告イラストなど。

## バンダイによるマーケット展開
1970年代末から80年代における宇宙戦艦ヤマト、銀河鉄道999、機動戦士ガンダムなどのSFブームは、90年代にかけての「ナンセンスギャグ」それと「神秘主義」の路線に、取って代わられた。

バンダイは、1990年頃より「キャラクターマーチャンダイジングの深化」という合言葉に、キャラクター商品化へ向けた経営戦略を打ち出していた。その1つがSDと名づけられた既存キャラクターの2頭身化である。このSD化のアイデアは『機動戦士ガンダム』が起点となる。
ガンダムは、リアルさが売りであったために、模型やビデオ作品以外の商品展開ができなかった。そこでユーモラスな2頭身キャラクターであるドラえもんに、ガンダムを押し込んでみたところ、小学校高学年から高校生までがターゲットであった従来の支持層を、幼児から小学校低学年まで広げることとなった。この成功が後に、ショップ「ショットM78」への展開となる。2頭身にかわいらしくデフォルメされた商品は、女の子好みのデザインであり場所柄も客層も10代女性へのターゲットが含まれている。
しかしバンダイでは、ガンダムやウルトラマンに続く定番キャラクターを作れるかどうかが焦点だった。この課題への1つの結果がビジネス展開として、版権枠の垣根を超えたものとなった。SD戦士シリーズでは、例えば仮面ライダーが採用されている。日経ビジネスでは「この交渉事には、いくつもの版権元と密に交渉して利害調整に奔走したバンダイの熱意に、東映テレビ事業部の大坪通夫らが舌を巻いた。」と伝えている。